# Животные в Библии

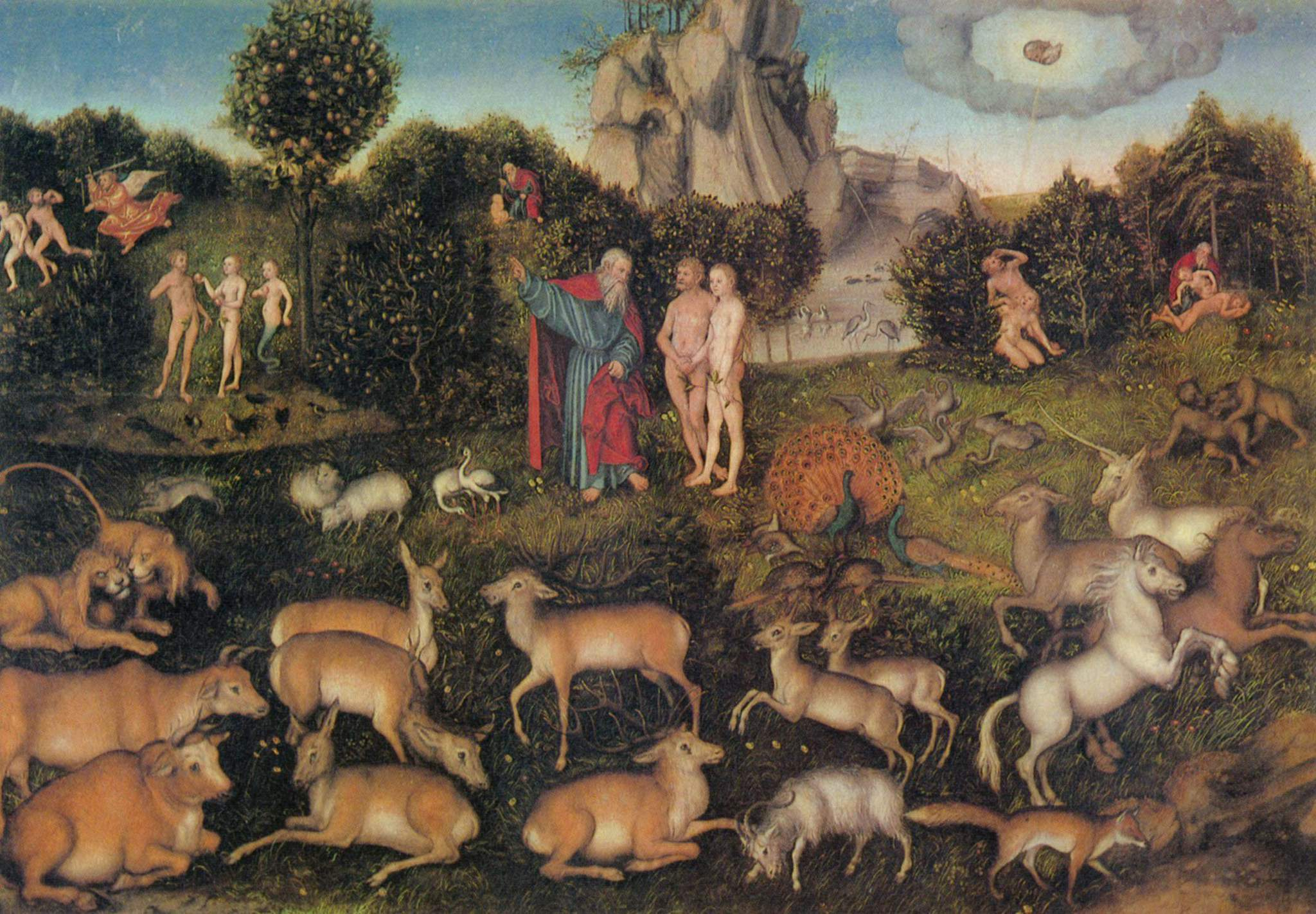
Животные в Эдеме, Лукас Кранах Старший

В Библии упоминается множество животных существ. Идентификация ряда зверей, их названия и особенности являются дискуссионным вопросом перевода оригинального текста Библии на различные языки.

## Говорящие животные Библии

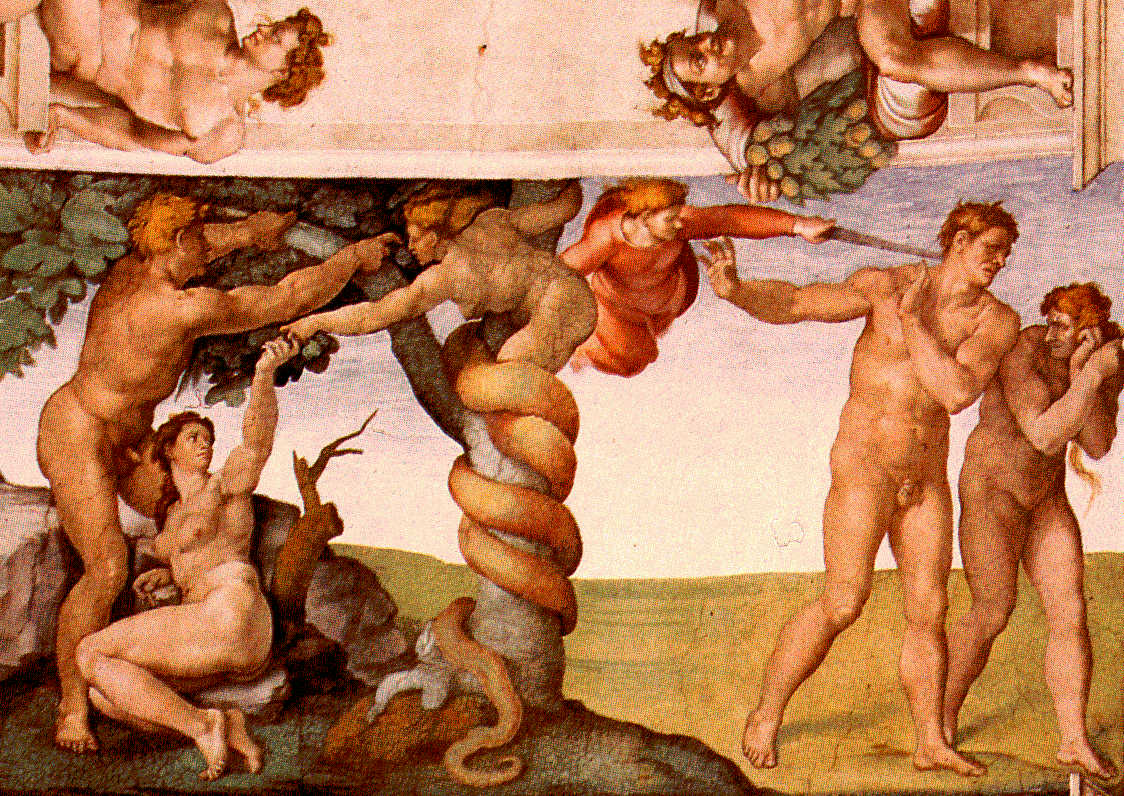
Микеланджело. Грехопадение Адама и Евы. Фрагмент росписи Сикстинской капеллы, 1508—1512 гг.

- Змея (ивр. נחש‎) — первое животное, появляющееся в Ветхом Завете. Змей был искусителем Евы и привёл прародителей людей к грехопадению и изгнанию из рая.

Змей был хитрее всех зверей полевых, которых создал Господь Бог. И сказал змей жене: подлинно ли сказал Бог: не ешьте ни от какого дерева в раю? И сказала жена змею: плоды с дерев мы можем есть, только плодов дерева, которое среди рая, сказал Бог, не ешьте их и не прикасайтесь к ним, чтобы вам не умереть. И сказал змей жене: нет, не умрете, но знает Бог, что в день, в который вы вкусите их, откроются глаза ваши, и вы будете, как боги, знающие добро и зло.
— Быт. 3:1—5

И сказал Господь Бог змею: за то, что ты сделал это, проклят ты пред всеми скотами и пред всеми зверями полевыми; ты будешь ходить на чреве твоем, и будешь есть прах во все дни жизни твоей; и вражду положу между тобою и между женою, и между семенем твоим и между семенем её; оно будет поражать тебя в голову, а ты будешь жалить его в пяту.
— Быт. 3:14—15
- Валаамова ослица (ивр. אתון‎) — ослица пророка Валаама, на которой он ехал к царю Моава Валаку, чтобы проклясть израильтян.

И увидела ослица Ангела Господня, стоящего на дороге с обнаженным мечом в руке, и своротила ослица с дороги, и пошла на поле; а Валаам стал бить ослицу, чтобы возвратить её на дорогу. И стал Ангел Господень на узкой дороге, между виноградниками, [где] с одной стороны стена и с другой стороны стена. Ослица, увидев Ангела Господня, прижалась к стене и прижала ногу Валаамову к стене; и он опять стал бить её. Ангел Господень опять перешел и стал в тесном месте, где некуда своротить, ни направо, ни налево. Ослица, увидев Ангела Господня, легла под Валаамом. И воспылал гнев Валаама, и стал он бить ослицу палкою. И отверз Господь уста ослицы, и она сказала Валааму: что я тебе сделала, что ты бьешь меня вот уже третий раз? Валаам сказал ослице: за то, что ты поругалась надо мною; если бы у меня в руке был меч, то я теперь же убил бы тебя. Ослица же сказала Валааму: не я ли твоя ослица, на которой ты ездил сначала до сего дня? имела ли я привычку так поступать с тобою? Он сказал: нет. И открыл Господь глаза Валааму, и увидел он Ангела Господня, стоящего на дороге с обнаженным мечом в руке, и преклонился, и пал на лице своё. И сказал ему Ангел Господень: за что ты бил ослицу твою вот уже три раза? Я вышел, чтобы воспрепятствовать [тебе], потому что путь [твой] не прав предо Мною; и ослица, видев Меня, своротила от Меня вот уже три раза; если бы она не своротила от Меня, то Я убил бы тебя, а её оставил бы живою.
— Чис. 22:23—33

## Загадочные и мифические существа

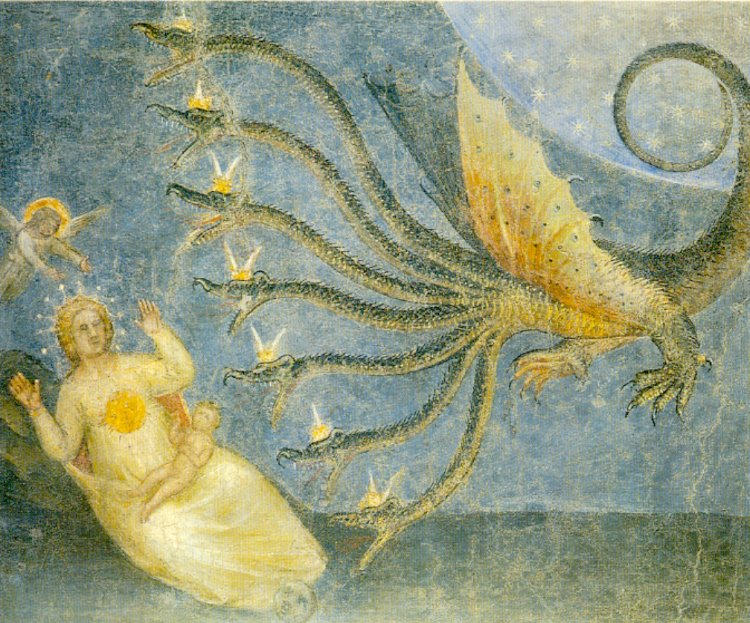
Дракон и Жена, облечённая в солнце (Откровение Иоанна Богослова, гл. 12)

В Библии упоминаются существа, идентификация которых затруднена или невозможна при современном уровне развития науки. Используемые переводчиками слова, обозначающие этих животных, иногда совпадают с названиями мифических существ (Драконы, единороги и т.д).
- Бегемот — Библейское слово «бегемот» было присвоено известному ныне под этим именем млекопитающему лишь в XIX веке.
- Василиск — упоминается в Псалтири: «на аспида и василиска наступишь; попирать будешь льва и дракона.» (Пс. 90:13). Толкования термина «василиск» в библейских текстах различаются: согласно Библейской энциклопедии Брокгауза, он может обозначать разных змей (включая Vipera xanthina)[1], в то время как у Плиния Старшего и Иоанна Кассиана василиск предстает как мифическое существо с чудовищными свойствами[2][3]
- Драконы — в Псалтири говорится о пленении евреев в Египте, который образно назван «землёй драконов» (Пс. 43:20)[4]. В Ветхом Завете «драконы» аллегорически используются для описания яда: «вино их яд драконов и гибельная отрава аспидов» (Втор. 32:33). В книге Даниила содержится рассказ о том, как в Вавилоне Даниил комом из смолы, жира и волос умертвил «дракона» в храме (Дан. 14:23—28). Наиболее часто дракон упоминается в книге Откровения Иоанна Богослова (Откр. 12, 13; 16:13; 20:2, см. Зверь Апокалипсиса).
- Единорог — аллегорически использовано для описания быстроты действия Бога: «Бог вывел их из Египта, быстрота единорога у него;» (Чис. 23:22). А также упоминается как существующее животное: «Захочет ли единорог служить тебе и переночует ли у яслей твоих? Можешь ли веревкою привязать единорога к борозде, и станет ли он боронить за тобою поле? Понадеешься ли на него, потому что у него сила велика, и предоставишь ли ему работу твою? Поверишь ли ему, что он семена твои возвратит и сложит на гумно твое?» (Иов. 39:9—12)
- Левиафан — морское чудовище (ивр. לווייתן‎) из Книги Иова (Иов. 40:20—41:26, Иов. 7:12).

## Кары животными
- Десять казней египетских (нашествие лягушек, нашествие мошки, нашествие диких зверей, нашествие саранчи)
- Damnatio ad bestias#Восприятие смерти от зверей в религии
- Убийство 42 детей двумя медведицами: «И пошел он оттуда в Вефиль. Когда он шел дорогою, малые дети вышли из города и насмехались над ним и говорили ему: иди, плешивый! иди, плешивый! Он оглянулся и увидел их и проклял их именем Господним. И вышли две медведицы из леса и растерзали из них сорок два ребенка.» (4Цар. 2:23-24)

## Скульптуры животных
- Золотой телец
- Медный змий

## Птицы в Библии
Птицы в Библии служили источником пищи (на них охотился Исав), некоторые виды птиц были запретны для поедания. Также птиц приносили в жертву. Нередко птицы играют символическую роль.
- воробей (Прит. 26:2)
- ворон (Иов. 38:41)
- голубь (Быт. 8:8, Мф. 3:16, 10:16)
- гриф (Лев. 11:13)
- ибис (Втор. 14:16)
- коршун (Втор. 14:13)
- кречет (Втор. 14:13)
- ласточка (Прит. 26:2)
- лебедь (Втор. 14:16)
- орёл (Втор. 14:12, Иов. 39:27)
- павлин (Иов. 39:13)
- пеликан (Втор. 14:17, Соф. 2:14)
- рыболов (Втор. 14:17)
- сова (Втор. 14:15)
- страус (Втор. 14:15)
- удод (Втор. 14:18)
- филин (Втор. 14:16)
- цапля (Втор. 14:18)
- чайка (Втор. 14:15)
- ястреб (Втор. 14:15, Иов. 39:26)

## Остальные животные Библии
Названия животных перечислены в 11 главе книги Левит, объясняющей каких из них можно употреблять в пищу, а каких нельзя. В текстах Септугинты, Вульгаты, масоретском, славянском и в синодальном перечисленные животные и птицы отличаются.
Некоторые животные:
Б
- Барс (др.-греч. πάρδαλις — Иер. 5:6)
- Бык (др.-греч. βοῦς, βόες — Быт. 34:28; 41:18, Иов. 1:3, 14, 42:12)

В
- Верблюд (др.-греч. κάμηλος — Бытие. 24:61, 31:17, 37:25, 1Цар. 30:17, Ис. 21:7, 21:7)
- Волк (др.-греч. λύκος — Быт. 49:27). Описание волка — Иер. 5:6, Авв. 1:8, Соф. 3:3, Иез. 22:27, Мф. 7:15, 10:16, Деян. 20:29.

Е
- Египетская кобра (аспид) (др.-греч. ἀσπίδος — Ис. 59:5)

Ё
- Ёж (др.-греч. ἐχῖνος —  Соф. 2:14)

З
- Заяц или Кролик (др.-греч. δασύ-πους —  буквально:«мохноногий» — Лев. 11:6, Втор. 14:7). В библейских установлениях относительно дозволенных для употребления в пищу животных сказано, что нельзя есть «зайца, потому что он жуёт жвачку, но копыта у него не раздвоены, нечист он для вас» (Лев. 11:6). В оригинале — ивр. וְאֶת־הָאַרְנֶבֶת כִּי־מַעֲלַת גֵּרָה הִוא וּפַרְסָה לֹא הִפְרִיסָה טְמֵאָה הִוא לָכֶם‎. Слово «парса» (ивр. פרסה‎) может переводиться как «копыто, нога, подкова, величина стопы человека, подошва» и данную фразу иногда понимают лишь как указание на то, что заяц не относится к парнокопытным[8].
- Змея (др.-греч. ἔχιδνα — Мф. 3:7, Лук. 3:7)

К
- Коза (др.-греч. αἶξ — Быт. 15:9, 30:35, 31:38, Исх. 12:5, Лев. 4:23, Чис. 28:15)
- Кит (др.-греч. κῆτος — Быт. 1:21)
- Корова (др.-греч. μόσχος — Лев. 22:28, Исх. 23:19, Втор. 22:6, 7)
- Кошка (др.-греч. αἴλουρος — дикие кошки во второканоническом Иер. 1:21). В синодальном переводе также Ис. 34:14), но в греческом тексте это неизвестные "кричащие" животные.
- Крокодил  — Ис. 51:9)
- Крот (др.-греч. ἀσπάλαξ — Лев. 11:30)

Л
- Ласка (др.-греч. γαλῆ — Лев. 11:29)
- Летучая мышь (др.-греч. νυκτερίδα — Лев. 11:19, Втор. 14:18). В Библии упомянута как «нетопырь» и отнесена к птицам.
- Лошадь (др.-греч. ἵππῳ, ἵππος — Ис. 28:28, Иов. 39:19—25).
- Лошак или Мул (др.-греч. ἡμί-ονος —  буквально: «полуосёл» — Пс. 31:9)
- Леопард (др.-греч. πάρδαλις — Ис. 11:6, Иер. 5:6, 13:23, Авв. 1:8, Дан. 7:6, Откр. 13:2)
- Лев (др.-греч. λέων — Быт. 49:9, Суд. 14:5, 6, 14:18, 1Цар. 17:34, 35, 2Цар. 17:10, 3Цар. 13:24, 25, 4Цар. 17:25, 26, Амос. 3:12)
- Лягушка (др.-греч. βάτρᾰχος — Исх. 8:2—14, Пс. 78:45, 105:30, Откр. 16:13)
- Лиса (др.-греч. ἀλώπηξ — Иез. 13:4, Лк. 13:32, Суд. 15:4)

М
- Медведь (др.-греч. ἄρκος —  1Цар. 17:34—37, 4Цар. 2:24)
- Мышь (др.-греч. μῦς — Лев. 11:29)
- Мышь полевая (др.-греч. μυγάλη — Лев. 11:30)

О
- Обезьяна (церк.-слав. пίθикъ от  др.-греч. πίθηκος; лат. simia — 3Цар. 10:22).
- Овца (др.-греч. πρόβατον — Исх. 29:38—42, Чис. 28:9, 11, Лев. 9:3, 12:5, 14:10—25, 23:18—20, 1Пар. 29:21, 2Пар. 29:21)
- Олень (др.-греч. ἔλᾰφος — Пс. 103:18)
- Осел (др.-греч. ὄνος — Быт. 12:16, 45:23, Чис. 22:23, 1Цар. 9:3, Быт. 49:14)

Р
- Рыба (др.-греч. ἰχθύς — Быт. 9:2, Чис. 11:22—28), Ин. 2:1, 10)

С
- Собака (др.-греч. κύων, κυνός — 3Цар. 14:11, 16:4, 21:19, 23, 22:38, Пс. 59:6, 14)
- Слон (др.-греч. ἐλέφας, ἐλέφαντος)  — в иудейском каноне Библии, как и в поэмах Гомера, не упоминается как животное, но упоминается др.-греч. ἐλεφάντινον —  слоновая кость (Откр. 18:12, 3Цар. 10:22, 2Пар. 9:21). Упоминаются в православном и католическом каноне Библии (1Макк. 3:34, 6:46, 11:56, 2Макк. 11:4, 3Макк. 5:1-6:19[9])

Т
- Телёнок (др.-греч. μόσχος — Быт. 12:16)
- Тритон (др.-греч. καλαβώτης — Лев. 11:30)
- Тушканчик (др.-греч. χοιρογρύλλιον — Лев. 11:6)

Х
- Хамелеон (др.-греч. χαμαιλέων — Лев. 11:30)

Я
- Ящерица (др.-греч. κροκόδειλος ὁ χερσαῖος — буквально: «крокодил сухопутный» — Лев. 11:29; др.-греч. σαύρα — Лев. 11:30)

## См.также
- Растения Библии